# Darby Allin
 (juin 2021).
Samuel Ratsch (né le 7 janvier 1993 à Seattle (Washington)) est un catcheur (lutteur professionnel) américain. Il travaille actuellement à la All Elite Wrestling, sous le nom de Darby Allin. 
Il est aussi connu pour ses apparitions dans les promotions du World Wrestling Network et notamment la Evolve Wrestling.

## Carrière

### Circuit Indépendant (2015-...)
Il commence sa carrière de lutteur en 2015, d'abord sous le nom de ring de Darby Graves. Il fait quelques matches sous ce nom avant de prendre son nom de ring actuel.
Il commence sa carrière dans de petites fédérations indépendantes comme l'Elite Canadian Championship Wrestling et la WrestleSport. En 2017, il catche dans trois des principales fédérations indépendantes : la Major League Wrestling, la Full Impact Pro et la GameChanger Wrestling. Il profite de cette année d'ailleurs pour faire ses débuts dans la principale fédération indépendante de l'état de Washington, où il est né, la DefyWrestling, affrontant Davey Richards dès son deuxième match  pour le CZW World Heavyweight Championship, puis Bobby Fish et Kyle O'Reilly dans un match par équipe avec Matt Cross.
Cette année-là, Allin fait aussi ses débuts pour une des principales fédération britannique alors en tournée du côté des États-Unis, la Progress Wrestling, il participe notamment à une bataille royale puis à un match par équipes mixte.
L'année suivante, en 2018, il participe au tournoi Battle of Los Angeles de la Pro Wrestling Guerrilla, y marquant ses débuts, en affrontant et en perdant face à Jeff Cobb au premier tour du tournoi.

### World Wrestling Network (2016-2019)
Allin fait ses débuts sur le World Wrestling Network à l'occasion du show Evolve 56 en avril 2016 lors duquel il perd son premier combat contre Ethan Page à Evolve 74, il est vaincu par décompte à l'extérieur face à Brian Cage encaissant un powerslam sur une barricade. Il participe ensuite à la jeune nouvelle fédération crée par le World Wrestling Network, la Style Battle, mais perd son premier match contre Dave Crist. Il commence ensuite du côté de la Full Impact Pro en 2017 durant le show FIP Everything Burns dans un Fight For All match mais encore une fois, il perd. Néanmoins, lors du même show, il fait équipe avec AR Fox, Dave Crist et Sami Callihan pour battre Sammy Guevara, Dezmond Xavier, Jason Kincaid (en) et Jason Cade à Evolve 93, il perd contre DJ Z et, en janvier 2018, il obtient sa première chance pour remporter la ceinture de la fédération principale du WWN, l'Evolve Championship, il affronte Zack Sabre Jr lors d'Evolve 98 mais s'incline finalement.
En août 2018, il est annoncé qu'il affrontera pour la première fois le lutteur de NXT, The Velveteen Dream lors de Evolve 113, mais il perd ce combat. Il perd ensuite de nouveau à Evolve 116 contre Mustafa Ali puis, le lendemain, il est de nouveau battu par Kassius Ohno avant de s'incliner une dernière fois dans l'année à Evolve 118 face à Roderick Strong.
Durant le week-end de WrestleMania et à l'occasion de Evolve 125, Darby Allin fait son dernier match pour la compagnie perdant un combat contre Anthony Henry (en). Il apparaît encore ensuite pour les shows WWN, perdant un match contre Avalanche à l'occasion d'un show commun avec la Westside Xtreme Wrestling, puis remportant son dernier match pour le World Wrestling Network avec sa compagne Priscilla Kelly contre Austin Theory et Brandi Lauren (en).

### Lucha Libre AAA Worldwide (2018)
Le 3 juin 2018, Darby Allin fait un court passage du côté de la Lucha Libre AAA Worldwide, combattant pour être le challenger numéro un à la ceinture AAA Mega dans un match à six comprenant aussi Aero Star, Drago, Australian Suicide (en), Golden Magic (en) et Sammy Guevara, match qu'il ne remporte pas.

### All Elite Wrestling(2019-...)
Le 12 avril 2019, une semaine seulement après avoir quitté la World Wrestling Network, la All Elite Wrestling révèle qu'il rejoint la fédération. Le 29 juin à Fyter Fest, son match face à Cody Rhodes se termine par un match nul, après la fin du temps imparti.
Le 14 juillet à Fight for the Fallen, Jimmy Havoc, Joey Janela et lui perdent face à MJF, Sammy Guevara et Shawn Spears dans un 6-Man Tag Team match. Le 31 août à All Out, il perd face à Jimmy Havoc dans un Triple Threat match qui inclut également Joey Janela.
Le 29 février 2020 à Revolution, il bat Sammy Guevara.
Le 23 mai à Double or Nothing, il perd un Casino Ladder Match face à Brian Cage, qui inclut également Colt Cabana, Orange Cassidy, Joey Janela, Scorpio Sky, Kip Sabian, Frankie Kazarian et Luchasaurus, n'obtenant pas un match pour le titre mondial de la AEW.

#### Double champion TNT, alliance et champion du monde par équipes avec Sting (2020-2024)
Le 7 novembre à Full Gear, il devient le nouveau champion TNT en battant Cody Rhodes. Le 2 décembre à Dynamite: Winter is Coming, son précédent adversaire et lui battent Brian Cage et Ricky Starks. Après le combat, Sting fait ses débuts dans la fédération et fait fuir la Team Taz. 
Le 7 mars 2021 à Revolution, Sting et lui s'allient officiellement, et ensemble, ils battent Ricky Starks et Brian Cage dans un Street Fight match. Le 12 mai à Dynamite, il ne conserve pas sa ceinture, battu par Miro par soumission. Le 30 mai à Double or Nothing, Sting et lui battent Men of the Year (Scorpio Sky et Ethan Page).
Le 5 septembre à All Out, il perd face à CM Punk.
Le 13 novembre à Full Gear, il perd face à MJF.
Le 6 mars 2022 à Revolution, Sammy Guevara, Sting et lui battent AHFO (Isiah Kassidy, Andrade El Idolo et Matt Hardy) dans un 6-Man Tornado Tag Team match.
Le 29 mai à Double or Nothing, il perd face à Kyle O'Reilly.
Le 4 septembre à All Out, Miro, Sting et lui battent House of Black (Buddy Matthews, Malakai Black et Brody King) dans un Trios match.
Le 19 novembre à Full Gear, Sting et lui battent Jeff Jarrett et Jay Lethal.
Le 4 janvier 2023 à Dynamite, il redevient champion TNT, pour la seconde fois, en battant Samoa Joe. Le 1er février à Dynamite, il ne conserve pas sa ceinture, battu par son même adversaire dans un No Holds Barred match.
Le 28 mai à Double or Nothing, il ne remporte pas le titre mondial, battu par MJF dans un 4-Way match qui inclut également Sammy Guevara et "Jungle Boy" Jack Perry.
Le 27 août à All In, Sting et lui battent Christian Cage et Swerve Strickland dans un Tag Team Coffin match. Le 23 septembre à Collision, il ne remporte pas le titre TNT, battu par le vétéran canadien dans un 3-Way match qui inclut également le catcheur dinosaure.
Le 1er octobre à WrestleDream, il ne remporte pas la ceinture, rebattu par son même adversaire dans un 2 Out of 3 Falls match. Pendant le combat, son propre élève, Nick Wayne, effectue un Heel Turn et le frappe avec la ceinture du premier. Le 18 novembre à Full Gear, Adam Copeland, Sting et lui battent The Patriarchy (Christian Cage, Luchasaurus et Nick Wayne) dans un Trios match.
Le 7 février 2024 à Dynamite, son mentor et lui deviennent les nouveaux champions du monde par équipes en battant Big Bill et Ricky Starks dans un Texas Tornado Tag Team match et remportent les titres pour la première fois de leurs carrières. Le 3 mars à Revolution, ils conservent leurs titres en battant les Young Bucks dans un Tornado Tag Team match. Le même soir, en raison du départ à la retraite de son mentor, il abandonne les ceintures.

#### Retour en solo (2024-...)
Le 26 mai à Double or Nothing, l'équipe AEW, dont il fait partie, perd face à l'Elite dans un Anarchy in the Arena match.
Le 25 août à All In, il ne remporte pas le titre TNT, battu par Jack Perry dans un Coffin match. 
Le 12 octobre à WrestleDream, il bat Brody King.
Le 12 juillet 2025 à All In, il fait son retour après 9 mois d'absence et, avec les aides de Bryan Danielson et Swerve Strickland, interfère dans le Texas Death match pour la ceinture mondiale entre Jon Moxley et "Hangman" Adam Page pour attaquer les Death Riders.

## Vie privée
En novembre 2018, il se marie avec la lutteuse américaine Priscilla Kelly. Ils divorcent en 2020, comme annoncé sur le Twitter de Priscilla. Il est un straight edge, il ne consomme pas d'alcool, ne fume pas et ne se drogue pas. C'est aussi un grand fan de punk rock, empruntant son nom de ring en partie à Darby Crash, chanteur du groupe The Germs, et à GG Allin.
Le 7 août 2021, Hawlee Cromwell, une de ses ex, l'accuse d'abus sexuels.
Lors d'une interview, il confie qu'avant sa carrière dans le catch, il a été pendant trois ans sans domicile fixe.

## Palmarès et accomplissements
- All Elite Wrestling
  - 2 fois Champion TNT de la AEW
  - 1 fois Champion du monde par équipes de la AEW (avec Sting)
  - Invaincu en équipe avec Sting (29 victoires, 0 défaite)
- Northeast Wrestling
  - 1 fois NWE Heavyweight Championship

- Style Battle
  - Style Battle 7 (2017)

## Récompenses des magazines
- Pro Wrestling Illustrated

| Année | 2018 | 2019 | 2020 | 2021 | 2022 | 2023 | 2024 |
| ----- | ---- | ---- | ---- | ---- | ---- | ---- | ---- |
| Rang  | 433  | 394  | 55   | 14   | 45   | 49   | 97   |